# Heroes of Might and Magic: A Strategic Quest
Heroes of Might and Magic: A Strategic Quest è un videogioco di strategia fantasy a turni sviluppato e pubblicato nel 1995 dall'allora New World Computing. Il primo della serie Heroes of Might and Magic che ha visto il successo con l'uscita del terzo capitolo.
Un anno dopo, nel 1996, la NWC ha distribuito una nuova versione del gioco per Windows 95. Suddetta versione include un generatore di mappe casuali, un editor map, un CD audio ed alcuni scenari inediti.